# Idactus
Idactus är ett släkte av skalbaggar. Idactus ingår i familjen långhorningar.

## Dottertaxa tillIdactus, i alfabetisk ordning[1]
- Idactus ashanticus
- Idactus baldasseronii
- Idactus bettoni
- Idactus bicristipennis
- Idactus blairi
- Idactus browni
- Idactus burgeoni
- Idactus coquereli
- Idactus cristulatus
- Idactus damarensis
- Idactus demoori
- Idactus flavovittatus
- Idactus fuscovittatus
- Idactus hieroglyphicus
- Idactus iranicus
- Idactus konso
- Idactus lateralis
- Idactus maculicornis
- Idactus minimus
- Idactus multifasciculatus
- Idactus nigroplagiatus
- Idactus paramaculicornis
- Idactus rusticus
- Idactus somaliensis
- Idactus spinipennis
- Idactus strandi
- Idactus tridens
- Idactus tuberculatus
- Idactus usambaricus
- Idactus verdieri